# Aeroporto de São Galo-Altenrhein

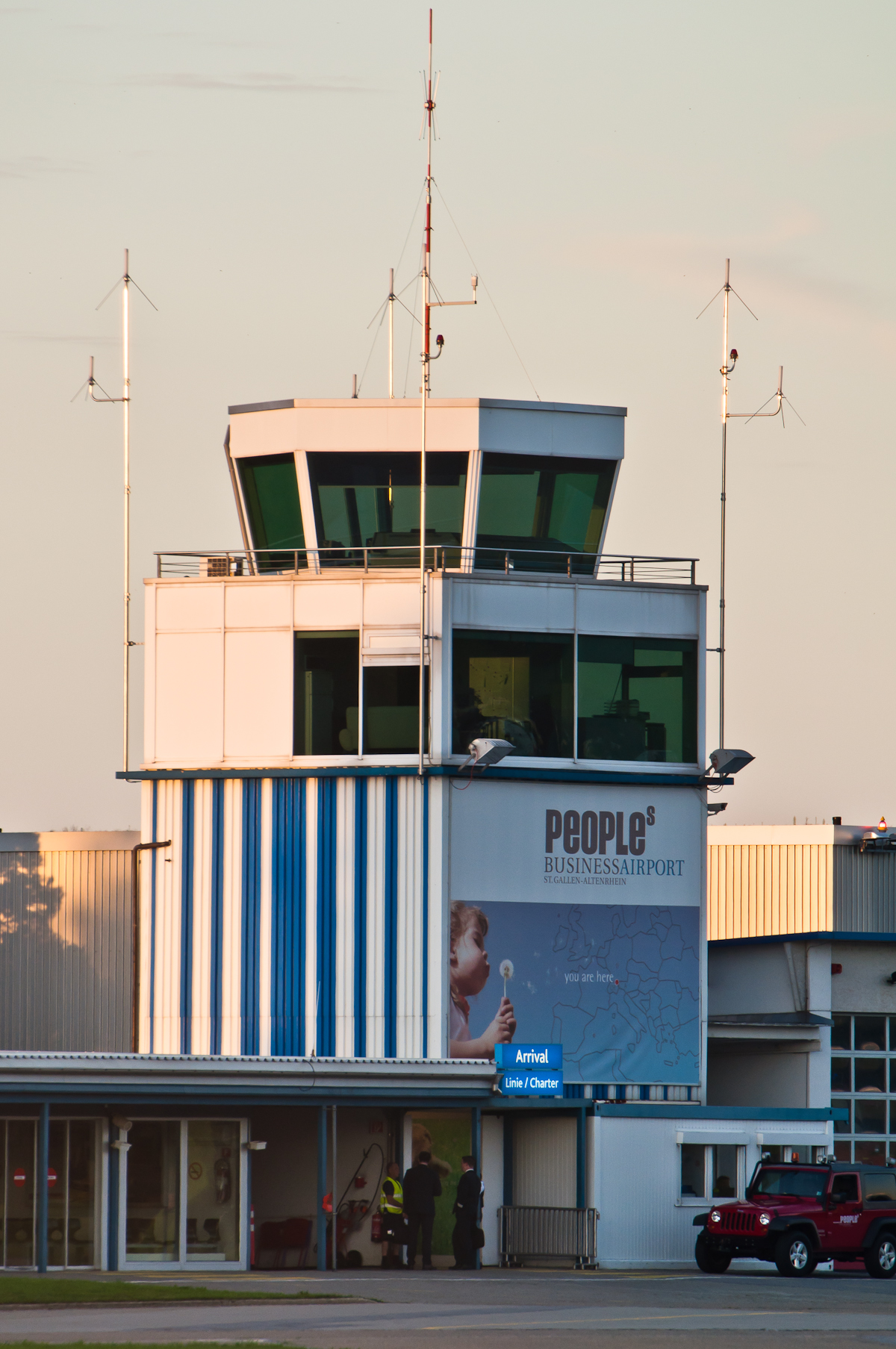
Torre do aeroporto

47° 29′ 07″ N, 9° 33′ 39″ L
O Aeroporto de São Galo-Altenrhein (código IATA: ACH, ICAO LSZR), em alemão: Flugplatz St. Gallen-Altenrhein), é um aeroporto internacional situado em Altenrhein (comuna de Thal, no cantão de São Galo, no leste suíço). Localiza-se às margens do Lago Constança, próximo à fronteira com a Áustria, e a 10 km da cidade de São Galo.

## Destinos
- Austrian Airlines (operada por Tyrolean Airways): Viena
- People's Viennaline: Vienaportugal